# Divergència Kullback-Leibler

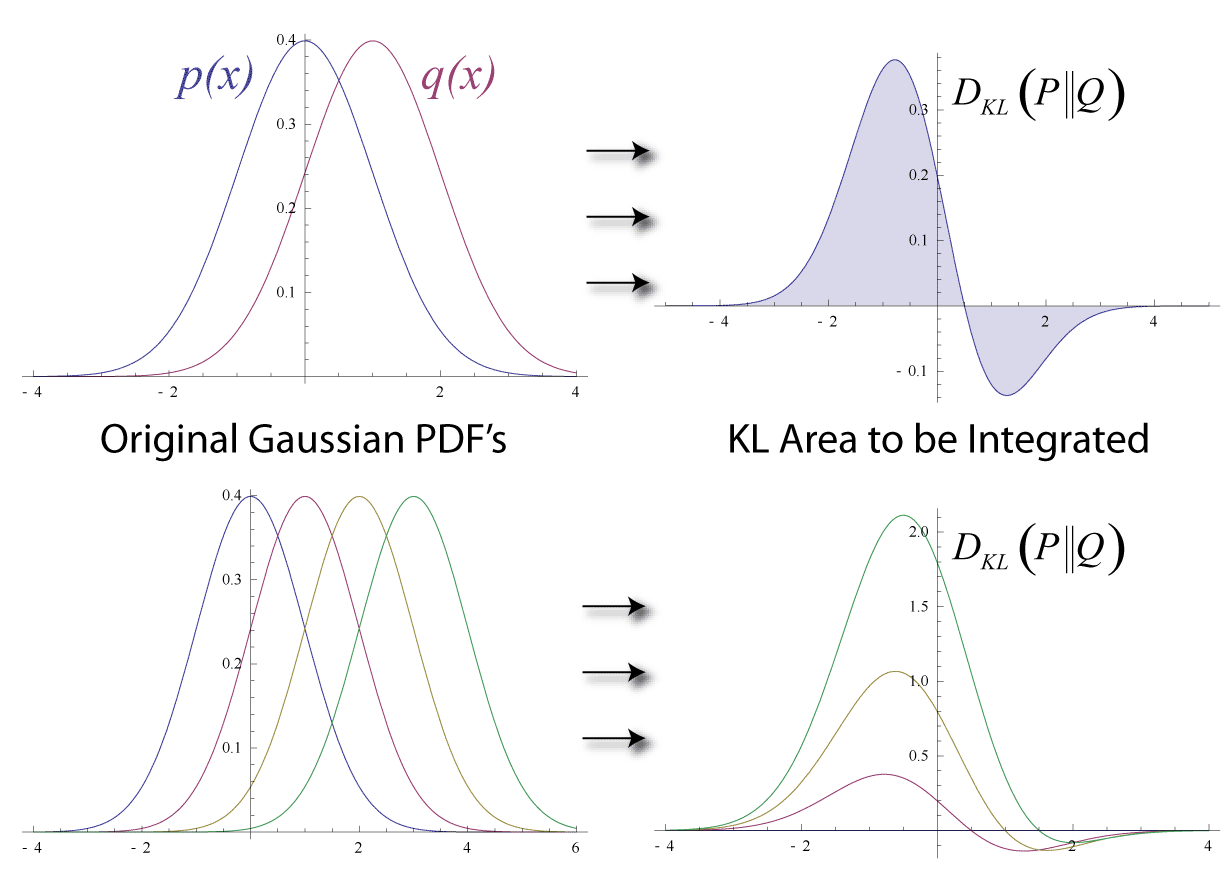
Il·lustració de l'entropia relativa per a dues distribucions normals. La típica asimetria és clarament visible.

En estadístiques matemàtiques, la divergència de Kullback-Leibler (KL) (també anomenada entropia relativa i divergència I), denotada {\displaystyle D_{\text{KL}}(P\parallel Q)}, és un tipus de distància estadística: una mesura de com una distribució de probabilitat P és diferent d'una segona distribució de probabilitat de referència Q. Una interpretació senzilla de la divergència KL de P de Q és l'excés de sorpresa esperat per utilitzar Q com a model quan la distribució real és P. Tot i que és una mesura de com de diferents són dues distribucions, i en cert sentit és, per tant, una "distància", en realitat no és una mètrica, que és el tipus de distància més familiar i formal. En particular, no és simètric en les dues distribucions (a diferència de la variació de la informació), i no satisfà la desigualtat del triangle. En canvi, pel que fa a la geometria de la informació, és un tipus de divergència, una generalització de la distància al quadrat, i per a determinades classes de distribucions (sobretot una família exponencial), satisfà un teorema de Pitàgores generalitzat (que s'aplica a distàncies quadrades).
En el cas simple, una entropia relativa de 0 indica que les dues distribucions en qüestió tenen quantitats d'informació idèntiques. L'entropia relativa és una funció no negativa de dues distribucions o mesures. Té diverses aplicacions, tant teòriques, com ara caracteritzar l'entropia relativa (Shannon) en sistemes d'informació, aleatorietat en sèries temporals contínues i guany d'informació en comparar models estadístics d'inferència; i pràctics, com l'estadística aplicada, la mecànica de fluids, la neurociència i la bioinformàtica.

## Introducció i context
Considereu dues distribucions de probabilitat P i Q. Normalment, P representa les dades, les observacions o una distribució de probabilitat mesurada. La distribució Q representa en canvi una teoria, un model, una descripció o una aproximació de P. La divergència Kullback-Leibler {\displaystyle D_{\text{KL}}(P\parallel Q)} Aleshores s'interpreta com la diferència mitjana del nombre de bits necessaris per codificar mostres de P utilitzant un codi optimitzat per Q en lloc d'un optimitzat per P Tingueu en compte que els rols de P i Q es poden invertir en algunes situacions en què això és més fàcil de calcular, com ara amb l'algorisme d'expectativa-maximització (EM) i els càlculs de límit inferior de l'evidència (ELBO).

## Etimologia
L'entropia relativa va ser introduïda per Solomon Kullback i Richard Leibler a Kullback & Leibler (1951) com "la informació mitjana per a la discriminació entre {\displaystyle H_{1}} i {\displaystyle H_{2}} per observació de {\displaystyle \mu _{1}} ", on s'està comparant dues mesures de probabilitat {\displaystyle \mu _{1},\mu _{2}}, i {\displaystyle H_{1},H_{2}} són les hipòtesis que s'està seleccionant a partir de la mesura {\displaystyle \mu _{1},\mu _{2}} (respectivament). Ho van indicar per {\displaystyle I(1:2)}, i va definir la "'divergència' entre {\displaystyle \mu _{1}} i {\displaystyle \mu _{2}} " com la quantitat simetritzada {\displaystyle J(1,2)=I(1:2)+I(2:1)}, que ja havia estat definit i utilitzat per Harold Jeffreys el 1948. A Kullback (1959), la forma simètrica torna a ser referida com a "divergència", i les entropies relatives en cada direcció es refereixen com a "divergències dirigides" entre dues distribucions; Kullback va preferir el terme informació de discriminació. El terme "divergència" contrasta amb una distància (mètrica), ja que la divergència simètrica no satisfà la desigualtat del triangle. Kullback (1959). La "divergència dirigida" asimètrica s'ha conegut com la divergència Kullback-Leibler, mentre que la "divergència" simètrica es coneix ara com la divergència de Jeffreys.

## Definició
Per a distribucions de probabilitat discretes P i Q definides en el mateix espai mostral, {\displaystyle \ {\mathcal {X}}\ ,} l'entropia relativa de Q a P es defineix com a
{\displaystyle D_{\text{KL}}(P\parallel Q)=\sum _{x\in {\mathcal {X}}}P(x)\ \log \left({\frac {\ P(x)\ }{Q(x)}}\right)\ ,}
que equival a
{\displaystyle D_{\text{KL}}(P\parallel Q)=-\sum _{x\in {\mathcal {X}}}P(x)\ \log \left({\frac {\ Q(x)\ }{P(x)}}\right)~.}
En altres paraules, és l'expectativa de la diferència logarítmica entre les probabilitats P i Q, on l'expectativa es pren utilitzant les probabilitats P.